# Europallet

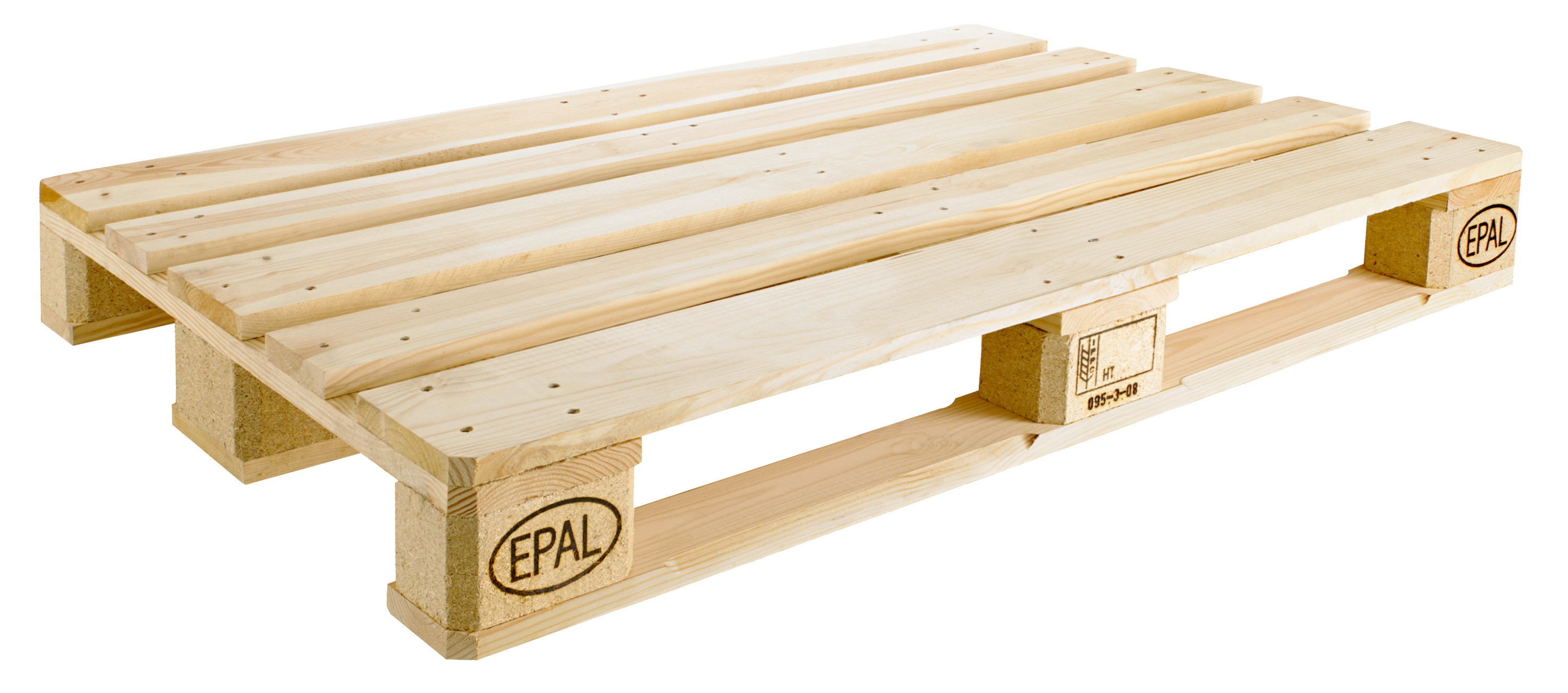
Europallet

Afmetingen van een europallet

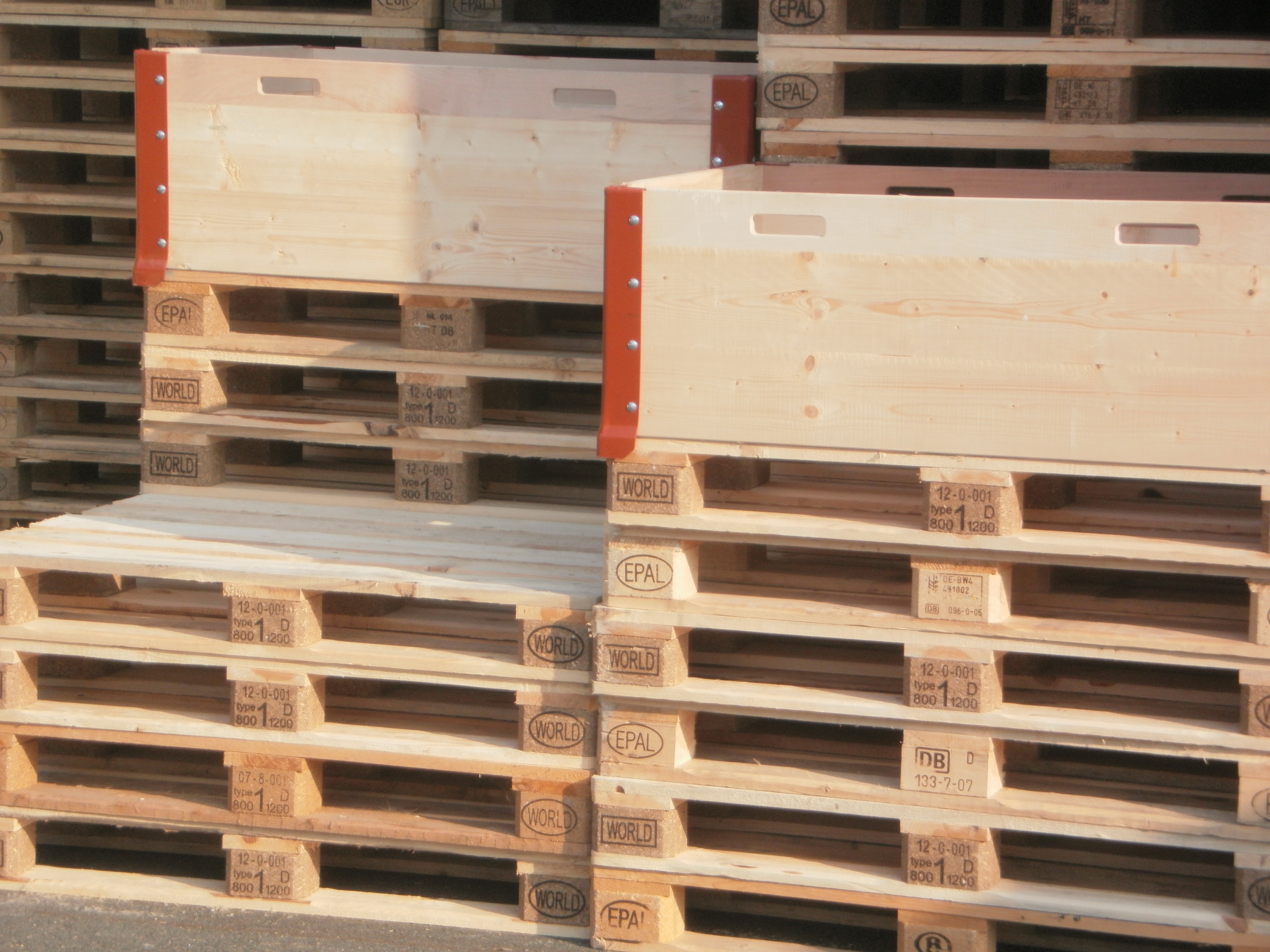
Gebruikte pallets. Ook opzetranden, zoals op de foto, kunnen gecertificeerd worden.

Een europallet (officieel: EUR-pallet) is een houten pallet met afmetingen en specificaties die door de European Pallet Association (EPAL) vastgelegd zijn. De afmetingen zijn 800×1200×144 millimeter en de draaglast is ten minste 1500 kilogram. Overigens certificeert de EPAL ook pallets met andere afmetingen en belastbaarheid.
Europallets circuleren in een ruilsysteem dat halverwege de twintigste eeuw door Europese spoorwegmaatschappijen opgezet is. In Europa zijn europallets de meest gebruikte pallets.

## EPAL en UIC
UIC, het samenwerkingsverband van Europese spoorwegmaatschappijen, ontwikkelde na de Tweede Wereldoorlog een pallet om het beladen van goederenwagons te vergemakkelijken. Deze werd officieel EUR-pallet genoemd, maar raakte bekend als europallet. De nationale spoorwegmaatschappijen hielden toezicht op de productie, sortering, distributie en reparatie van de pallets.
EPAL is een non-profit-organisatie die in 1991 voortgekomen is uit de UIC, het samenwerkingsverband van Europese spoorwegmaatschappijen. EPAL was bedoeld om namens de UIC het ruilsysteem in goede banen te leiden, maar in december 2012 eindigde de samenwerking. EPAL besloot toen de externe kwaliteitscontrole toe te vertrouwen aan Bureau Veritas, terwijl UIC doorging met SGS. Vanaf augustus 2013 gebruikten EPAL en UIC elk een eigen pool en keuringsprocedures, maar in november 2014 is de ruzie bijgelegd en kunnen de pallets uit beide pools weer uitgewisseld worden. Vóór de breuk werden de pallets gekenmerkt door de letters EUR, erna werd dat EPAL of UIC, afhankelijk van de licentieverlener van de producent. Hoewel de pools dus weer gemengd zijn, hebben EPAL en UIC sinds de breuk hun eigen certificering voor reparatie van de eigen pallets.

## NEDERPAL
In juli 2005 werd NEDERPAL opgericht, een van de vijftien Nationale Comités die de belangen van EPAL en de gebruikers van het ruilsysteem behartigen. De Nederlandse afdeling is daarmee een van de jongste van Europa. Een belangrijk doel is het tegengaan van vervalste en ondeugdelijke pallets, die vooral in Nederland en België veel in omloop zijn.

## Productie en gebruik
Op het Europese vasteland is de europallet de meest gebruikte pallet, maar op de Britse eilanden is de pallet volgens de CHEP-maatvoering (1000×1200 millimeter) gebruikelijker. Over heel Europa gezien worden europallets het meest gebruikt. Volgens EPAL zelf zijn er meer dan 450 miljoen exemplaren in omloop.
In 2015 waren er 1520 gecertificeerde producenten, handelaars en reparateurs. In bijna alle Europese landen zijn gecertificeerde producenten gevestigd. Behalve in de ministaatjes, ontbreken die alleen in Noorwegen, Finland, Kroatië, Albanië, Cyprus en Malta. Buiten Europa worden europallets geproduceerd in de Verenigde Staten, Australië, India, China, Indonesië, Zuid-Korea en Japan

## Ruilsysteem
De EPAL-genormeerde europallet heeft door heel Europa een ruilwaarde van ongeveer 12 tot 22 euro. Soms wordt dit aangeduid als statiegeld, maar strikt genomen is dat onjuist, de bedragen die daarover rondgaan zijn soms niet meer dan vrij willekeurige stelposten om de pallets op de balans te zetten. De werkelijke waarde is een dagwaarde: de vervangingswaarde, die afhangt van materiaal, ouderdom en gebruikshistorie. Bij houten pallets kan de vervangingswaarde ook afhangen van fluctuaties in de houtproductie. Per september 2016 waren nieuwe europallets verkrijgbaar voor iets minder dan € 10,- en tweedehandse vanaf een kleine € 7,- EPAL beschrijft het ruilsysteem als het grootste open poolsysteem ter wereld, ter onderscheiding van gesloten poolsystemen. Het verschil is dat EPAL de pallets niet in eigen bezit of beheer heeft.

### Uitwisseling
Pallets worden gewoonlijk geruild met gesloten beurzen: een leverancier die honderd volgeladen pallets brengt, neemt honderd andere – gewoonlijk lege – pallets mee terug. Het is niet altijd mogelijk of nodig om dit heel precies te doen, zodat bedrijven een palletschuld of een palletoverschot kunnen hebben. Vaak wordt dit informeel opgelost. Een fictief voorbeeld:
Het Tilburgse filiaal van supermarktketen Denne, dat niet voldoende pallets kan terugleveren aan de transporteur die de winkel heeft bevoorraad, verwijst de vrachtwagenchauffeur door naar het distributiecentrum van Denne, dat een palletschuld heeft bij het Tilburgse filiaal. Als uit een telefoongesprek blijkt, dat het centrum de pallets niet kan missen, rijdt de chauffeur langs de plaatselijke groothandel in groenten en fruit, die eveneens een schuld heeft aan de Tilburgse supermarkt. De kosten voor de extra rit van de transporteur zijn natuurlijk voor de supermarkt, maar ook dit wordt vaak onderhands geregeld.
Als het niet lukt om ieder tevreden te stellen, koopt men pallets bij een plaatselijke handelaar of bij een palletbeurs, waar tweedehands pallets tegen dagprijzen verkrijgbaar zijn. Overschotten kunnen ook opgehaald worden door handelaars. Omdat volgeladen pallets niet volledig geïnspecteerd kunnen worden, is vertrouwen in de leverancier nodig. In het algemeen worden aannemelijke claims over beschadigde pallets gemakkelijk betaald door de aangesproken leverancier. Daarnaast aanvaarden vrijwel alle bedrijven dat er af en toe een pallet beschadigd binnenkomt: de schade is vaak te klein om er werk van te maken.

## Specificaties
De afmetingen zijn 800×1200×144 millimeter, bij een inrijhoogte van 90 millimeter. Het gewicht bedraagt circa 25 kilogram. De pallet is te herkennen aan de klossen: op de linker en de rechter staat "EUR", EPAL of UIC, op de middelste klos staat de naam van de producent of opdrachtgever. Een onbeschadigd europallet kan een gelijkmatige belasting van in totaal 2000 kilogram dragen, maar de pallets zijn gecertificeerd voor 1500 kilogram. Op een vlakke vloer mogen ze een last van 6000 kilogram dragen. De pallets voldoen aan UIC-code 435-2, achtste editie, mei 2005 (productie) en UIC-code 435-4 (reparatie).
In de pallet zijn vijf bovenplanken, drie onderplanken en drie dwarsplanken verwerkt. Negen klossen van massief hout of geperste houtsnippers verbinden boven- en onderzijde. De bovenzijde van de drie onderplanken is afgeschuind, om het oppakken met de heftruck of het inrijden met de pompwagen te vergemakkelijken. De hoeken van de pallet zijn afgeschuind om schade en verwondingen, bijvoorbeeld aan de enkelknobbel te voorkomen.
De pallets mogen alleen gemaakt en gerepareerd worden door erkende bedrijven. Bij een van de volgende schades moet de pallet uit het ruilsysteem genomen worden, om in orde gemaakt of vervangen te worden:
- Een kapotte bovenplank legt van meer dan een spijker of schroef de schacht bloot
- Een bovenplank is diagonaal of dwars gescheurd of ontbreekt
- Een klos ontbreekt of is zo gescheurd dat van meer dan een spijker de schacht bloot ligt
- Een scheefstaande klos steekt meer dan 10 millimeter uit
- Twee of meer beschadigde planken leggen elk de schacht van een spijker bloot
- Alles wat de belastbaarheid duidelijk vermindert, bijvoorbeeld houtworm of houtrot
- Vervuiling die lading of personeel kan besmeuren
- Meerdere grote splinters
- Ongeschikte, bijvoorbeeld te zwakke onderdelen.
- Ontbrekende codering EUR, EPAL of UIC

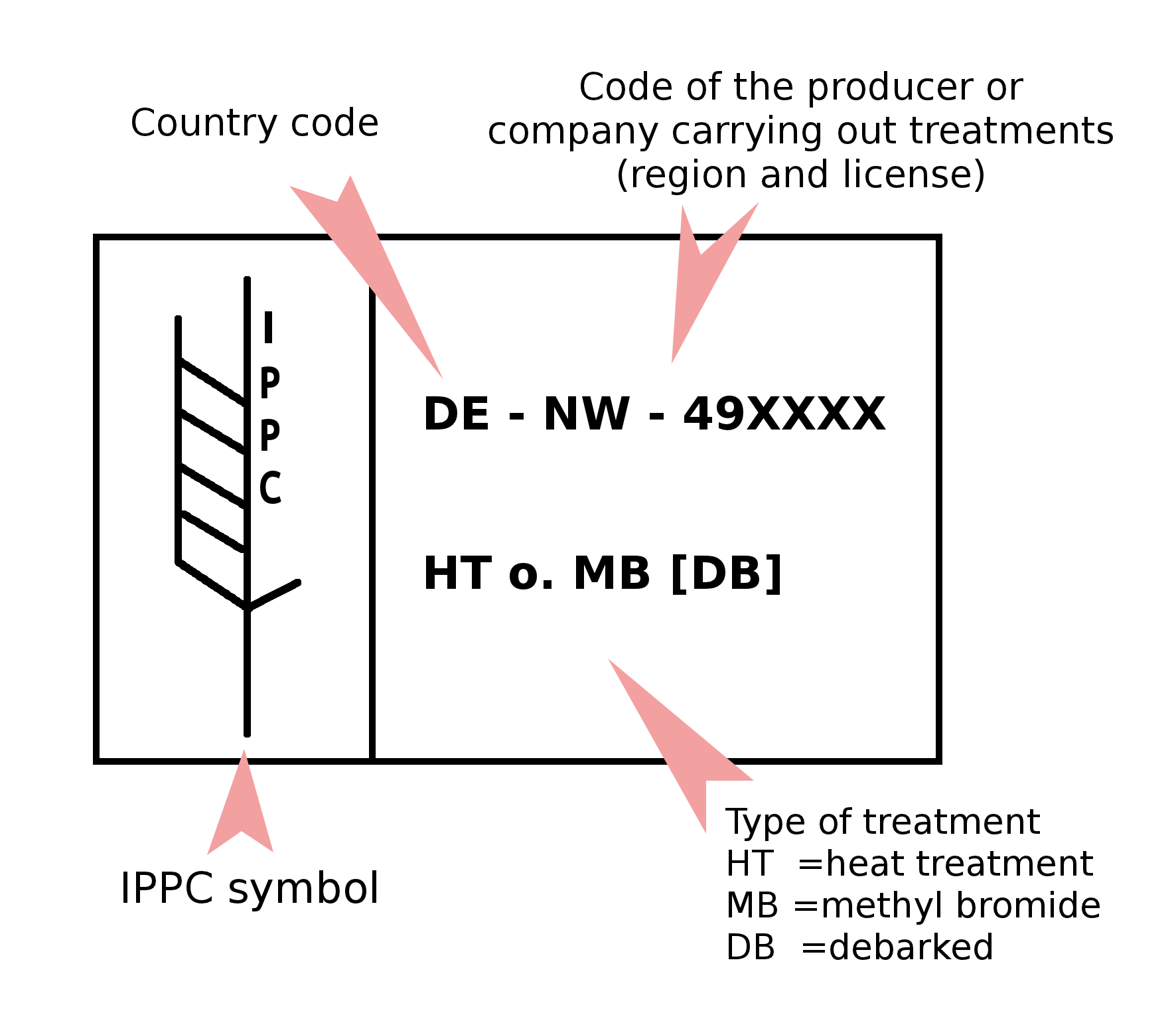
Identificatiecode van een europallet

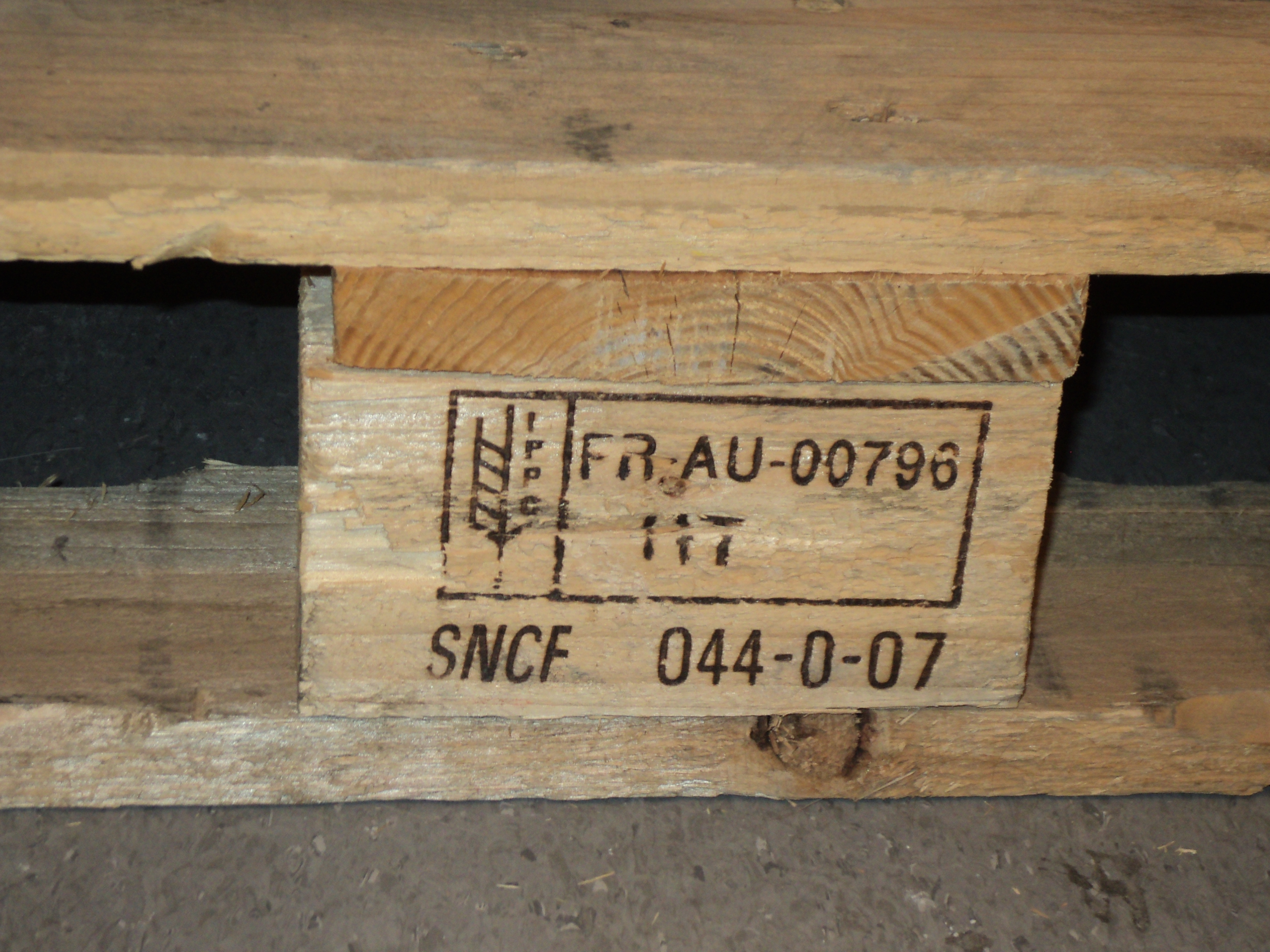
Een in Frankrijk geproduceerde pallet, hittebehandeld, eigendom van de Franse spoorwegen (SNCF)

### Codering
Bij pallets die recent geproduceerd zijn, bevinden zich op de middelste klos de volgende codes:
Identificatiemerken:
- een tweeletterige landcode volgens ISO 3166-1 en een regiocode volgens ISO 3166-2.
- een zescijferige identificatiecode: de eerste drie posities geven de producent aan, dan één positie voor het jaar en twee posities de maand.

Kwaliteitskenmerken:
- Bij de kwaliteitsinspectie krijgt de pallet een horizontale, gele of zwarte kram in de klos.
- de 78 spijkers zijn ingeslagen volgens een vastgesteld patroon en hebben een tweeletterige code op de kop.
- gerepareerde pallets hebben een reparatienagel met EPAL-logo en het tweecijferige licentienummer van de reparateur.

Fytosanitaire codes (Zie het kopje Fytosanitaire behandeling voor toelichting):
- HT (heat treatment) of MB (methylbromide), waaruit blijkt op welke manier het hout verduurzaamd is.
- Het IPPC-logo.
- DB (debarked) voor ontschorst hout. Het ontschorsen is verplicht voorafgaand aan de fytosanitaire behandeling.

## Fytosanitaire behandeling
Europallets ondergaan een fytosanitaire behandeling. Voor gebruik bij import en export is deze behandeling, die schadelijke organismen doodt, vaak verplicht. Van de hieronder genoemde mogelijkheden is sinds 2015 alleen warmtebehandeling een toegestane optie, behoudens uitzonderingen:
- Warmtebehandeling, op de pallet aangegeven met HT (heat treatment): het hout wordt minstens 30 minuten verwarmd, waarbij de kern van het hout op een temperatuur van 56 °C moet komen.
- Begassing: 24 uur begassen met het kankerverwekkende methylbromide, op het pallet aangegeven met MB. Deze behandeling is vanaf 2015 alleen nog toegestaan voor kritische toepassingen.
- Anno 2016 wordt bestudeerd of in de toekomst diëlektrische verwarming toegestaan kan worden.[7]

De toegestane behandelingen doden elk schadelijk organisme, waardoor de pallet een ISPM 15-attest kan krijgen en gebruikt kan worden voor handel tussen het Verenigd Koninkrijk, Noorwegen en de rest van Europa, en – afhankelijk van bilaterale afspraken – wereldwijd. Het IPPC-logo geeft aan dat deze behandeling gebeurt volgens de EU-richtlijnen en zoveel mogelijk met de Best Available Techniques (BAT), de best beschikbare technieken.